# 矢野絢也
矢野 絢也（やの じゅんや、1932年〈昭和7年〉4月27日 - ）は、日本の政治家、政治評論家。
衆議院議員（9期）、公明党委員長（第4代）、大阪府議会議員（1期）などを歴任した。位階勲章は旭日大綬章。
のちに、創価学会を脱会した。
詳細は「創価学会#創価学会に対する批判」を参照。

## 来歴

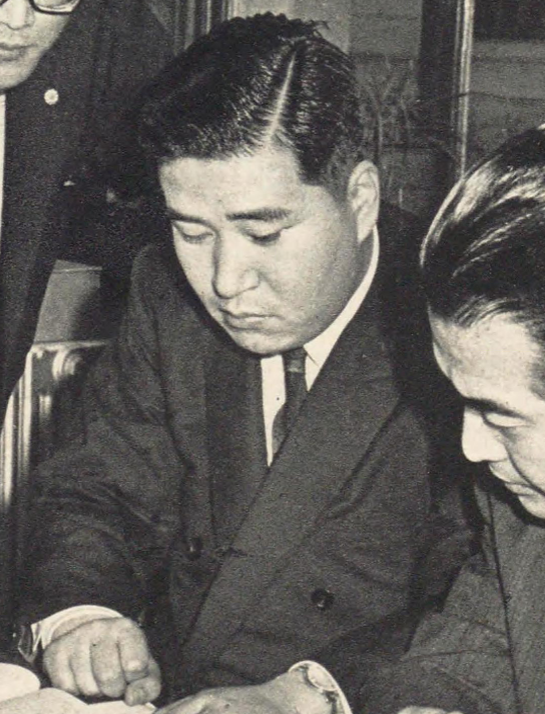
『公明』1967年3月号より

大阪府八尾市出身。大阪府立山本高等学校卒業。1953年（昭和28年）、創価学会に入会。当時は京都大学経済学部3回生だった。1955年（昭和30年）3月、同大学卒業。同年4月、大林組に就職。
1963年（昭和38年）の大阪府議会議員選挙に大阪市生野区選挙区から立候補し初当選。
1967年（昭和42年）1月29日に行われた第31回衆議院議員総選挙に旧大阪4区から公明党公認で立候補し、トップで初当選を果たした。同年2月13日、公明党は第4回党大会を開き、竹入義勝が新委員長に、矢野が新書記長に就任した。就任直後、通常国会の予算委員会で当時の与党・自民党の野党に対する国会対策費の内幕を暴露し、国会が混乱した。

### 社公民路線
1976年（昭和51年）、社会党副委員長の江田三郎や民社党副委員長の佐々木良作らと、社公民連合政権構想の枠組み「新しい日本を考える会」を結成する。
1986年（昭和61年）12月、20年近く務めた竹入義勝の後任として、公明党中央執行委員長に就任する。書記長には、副書記長だった大久保直彦を指名した。
1987年（昭和62年）、首相指名選挙において、社会党委員長の土井たか子を内閣総理大臣指名統一候補として推薦した。

### 明電工事件
明電工事件に絡み、1987年1月、明電工が売った10億円の株の購入者の中に矢野の秘書、元秘書の名前があったという疑惑が生じる。1988年（昭和63年）12月9日に『朝日新聞』が「『脱税事件』の捜査の過程で、矢野絢也元公明党委員長の秘書らが『総額10億円』もの株を購入した『名義人』に名を連ねていた」と報じた。同日、矢野は自身と秘書の関与を否定。これとは別に、1987年5月、明電工の関連会社の株取引に関係して、矢野の自宅で2億円の授受があったとの疑惑を朝日新聞が追及。当初、朝日新聞の取材に対し、2億円授受の疑惑を否定していた。
1988年12月10日、朝日新聞社を名誉毀損で刑事告訴するも、1989年3月23日に取り下げた。
1988年12月12日、記者会見を開き、明電工元専務石田篤に対し、自宅で現金2億円を受け渡したことを発表し、「元秘書と明電工側との、株を担保にした融資を仲介した」と説明した。翌13日、これに対し『朝日新聞』は「矢野委員長との株売買だった」との石田幸四郎の証言を報じている。
1989年5月、『朝日新聞』に、明電工元相談役中瀬古功の「明電工関連株をめぐる2億円授受は、矢野委員長本人との取引だった」という発言が掲載された。これに対し、「悪意にもとづく根拠のないデッチ上げ発言だ」と反論。新聞各紙は「矢野委員長の進退問題に発展も」、「中瀬古証言、公明党・矢野氏の進退問題に発展か」、「明電工疑惑が再燃　矢野公明党委員長、苦境に　参院選控え進退も」などとも報じられた。同年5月17日、公明党委員長を辞任し、公明党最高顧問に就任。

### 政界引退
1993年6月の衆院選には出馬せず、政界を引退。同年10月に『文藝春秋』に「極秘メモ全公開」を発表し、第55回文藝春秋読者賞を受賞した。これとともに政治評論家に転身した。
2008年5月1日、創価学会を脱会した。2010年11月3日、旭日大綬章を受章。
2015年3月11日、さとやま・草莽の会の結成に参画した。

## 訴訟
公明党を離党後、矢野は複数の訴訟を抱えるようになった。以前所属した創価学会や公明党元幹部らとの間で訴訟合戦が繰り広げられたが、2012年2月に双方が裁判所の勧告を受け入れたため、創価学会側が3件、矢野側が1件の訴訟を取り下げた。

### 「黒い手帖」問題
2005年、公明党の元国会議員である伏木和雄、大川清幸、黒柳明の3人が、『週刊現代』に掲載された記事で矢野の手帳を強奪したかのように報じられ名誉を傷つけられたとして、同誌発行元の講談社および同誌編集長、そして記事に実名でコメントを寄せた矢野らを訴えた。東京地方裁判所は2007年12月、原告側の主張を認め、講談社と矢野の行為が名誉毀損に当たるとして同社と矢野に総額660万円（内330万円につき矢野と連帯）の損害賠償金の支払いと、同社側・矢野それぞれに謝罪広告の掲載を命じる判決を言い渡した。同裁判には、矢野が3人に対して自身の手帳の返還を求める訴訟も併合されていたが、同判決は「被告矢野は、原告らの求めに応じ、自らの意思に基づき、本件手帖等を交付し、被告矢野宅内を案内したことが認められ」と請求を棄却。矢野は控訴した。
東京高等裁判所で行われた控訴審では、逆に週刊現代による3人への名誉毀損を認めないどころかプライバシーの侵害だとする矢野の主張を全面的に認め、持ち去った手帳の返却と合わせて300万円の支払いを命令。逆転敗訴となった3人は上告するが、2009年9月1日、最高裁判所第三小法廷は控訴審判決を支持、上告を受理しない決定を下し、実質矢野の勝訴、創価学会の敗訴が確定した。
この件では、さらに2009年6月、大川、伏木、黒柳の3人が、矢野が出版した著書『闇の流れ 矢野絢也メモ』『黒い手帖』に記載された虚偽の記述で名誉を毀損されたとして、発行元の講談社と矢野らを相手に6600万円の損害賠償と謝罪広告の掲載、販売差し止め等を求めて東京地裁に提訴した。訴状では、矢野が2冊の著書の中で、3人が2005年に矢野宅を訪れて手帳を強奪したり家捜したりしたと記載したことは虚偽と指摘した。また、当時のやり取りを録音した音声データをめぐり、矢野が著書で「改ざんされたもの」と記載したことにつき、ICレコーダーの製造元であるソニー株式会社によるデータ解析で「編集が行われた形跡は確認できない」と報告された点を挙げている。3人は同日、「新潮45」2009年6月号の記事についても同様に名誉毀損にあたるとして、3300万円の損害賠償等を求めて東京地裁に提訴した。

### 評論活動への介入問題
2008年、「評論家としての活動をやめるよう強要された」などとして創価学会と創価学会幹部を相手取り、5500万円の慰謝料を求める民事訴訟を東京地方裁判所に起こした。訴状によると、矢野は3年前の2005年5月、創価学会の施設内で複数幹部との面談で評論活動の中止を要求されたと主張している。
2008年5月20日、創価学会副会長の谷川佳樹は、『週刊新潮』に掲載された矢野に関する記事で名誉を棄損されたとして、同誌発行元の新潮社と同誌編集長、記事中に実名で登場した矢野を相手に、1100万円の損害賠償と、同誌および全国紙などへ謝罪広告の掲載を求めて、東京地方裁判所に提訴した。訴状によると、同誌は谷川が矢野を脅したかの様に報道したが、これに対し谷川は、「危害を加えると脅迫したことは一切なく、全くの虚偽」と主張している。2011年1月20日、東京地裁は矢野・週刊新潮・早瀬編集長に連帯して33万円の賠償金の支払いを命じた。
2008年6月13日、民主党や国民新党の議員らの呼びかけにより国会内で講演し、証人や参考人として国会での証言に前向きな姿勢を示した。しかし、民事紛争の一方の当事者を国会の場に招き、その言い分を政治的に利用しようとする動きには批判もある。小泉純一郎の元首相秘書官である飯島勲は「矢野氏を国会に招くことには強い疑問を感じる。民事訴訟の片方の当事者が国会で証言を求めることは、単に政治を利用した訴訟戦術のように見えるのだ」とコメントした。

### 母校寄付金詐取報道
月刊誌「財界にっぽん」に掲載された「矢野絢也に詐取疑惑が発覚!?　同窓生怒りの激白『矢野は母校への寄付金を懐に入れた』」との記事で名誉を傷つけられたとして、2006年12月、矢野は発行元の財界にっぽんらを相手に損害賠償金を求めて提訴した。
2009年8月26日、東京地方裁判所は、矢野のすべての請求を棄却した。記事は、矢野が昭和52年、母校・山本高校同窓会からテニスコート改修工事費として拠出された200万円を「詐取」したとの疑惑を紹介したもので、「矢野はんの金銭欲についてのエピソードは他にも枚挙にいとまがありまへん」「守銭奴とは、まさに矢野はんのことですわ」など関係者の証言を報じた。判決は記事について「一般人に原告（矢野）は犯罪者であるとの印象を抱かせるもの」「原告が守銭奴であるとの意見ないし論評を表明するもの」と認定した上で、記事中の事実を検証した結果、「重要部分について真実であることの証明があったと認められる」との判断を示した。また、200万円の小切手を「換金して矢野氏の後援会事務長に渡した」とする元第1公設秘書の証言などから「公設秘書から受け取った現金を、事務長が矢野氏に渡したと推認でき、記事内容の重要部分は真実と認められる」と判示した。
裁判では矢野の主張の信憑性が検討されたが、裁判所は、矢野の陳述書と法廷での供述内容につき「食い違いが見られ、一貫性に欠ける内容」と指摘し、「原告の供述は、直ちに信用することはできない」と判示。他の主張についても「これを裏付ける客観的証拠は何ら提出されていない」「供述の信用性は全体として相当減殺されているといわざるを得ない」「採用の限りではない」とした。

## 株・土地による資産形成
- 明電工事件では、脱税による逮捕者を出すなど派手な仕手戦が演じられた仕手グループ「六韜会」銘柄の株取引をめぐり、自宅において2億円の現金の授受を仲介した事実を矢野自身が認めている[24]。

- 土地資産も多く、議員引退直前の1993年には、主に土地建物により構成される時価約10億円に上る資産を公表している[25]。これらの情報などによれば、奈良県生駒市の土地、三重県賢島の別荘、大阪府東大阪市ならびに東京都新宿区内に計3軒の自宅などを所有してきた（現在は大半を処分）。

- 2000年、矢野と、大正生命保険代表取締役会長古倉義彦との深い関係が複数のメディアで指摘された。「『表』の世界の住人で、古倉を利用しあるいは利用された政治家や官僚も少なくない。政治家（元職含む）では、日刊投資新聞に連載した公明党元委員長の矢野絢也」[26]、「古倉会長が最も頼りにし、人脈的な助けを求めるだけでなく、さまざまな局面でアドバイスを受けたといわれるのが、公明党元委員長の矢野絢也氏なのである」[27]と報道された。

- 『週刊ポスト』（2008年6月20日号）に掲載された「加藤茶&小野ヤスシも！『おいしい未公開<株>』にコロリといった面々」というタイトルの記事で、破綻した新潟精密の未公開株を購入した著名人の1人として矢野が紹介されている。記事中で矢野が実名でコメントを寄せ、夫婦名義などで同社株を600円ないし650円で15万株を購入していた事実を認めている。近年では雑誌『リベラルタイム』が矢野と相場師などとの関係を批判する記事を掲載している。

- 新潟精密の未公開株をめぐっては、矢野と親しい間柄だったとされる高橋治則の実兄で電通元専務の高橋治之との関係が指摘される香港のファンドや、同じく矢野と昵懇だった山代元圀、東進ハイスクール理事長・永瀬昭幸、島田文六らも保有しており、矢野との関係が注目された[28]。

- 元内閣官房長官の衆院議員・仙谷由人は矢野と長年にわたり親密な関係がある[29][30]。前述の通り2010年11月に旭日大綬章が贈られたが、これは官房長官が主宰する「叙勲等審査会議」で決定されたことである。2009年11月には仙谷の公設第2秘書に矢野の長男・矢野清城が登録されていることが確認された[30]。清城は野党書記長だった父親の威光により野村證券にVIP口座を開設し、山一證券による総会屋への利益供与事件（1986年）で話題となった三菱重工業の新規発行転換社債など有利な金融商品を割り当てられ巨利を得たとされる[31]。

## 人物
- 公明党委員長時代、社公民路線を推進する一方で竹下登とのパイプを太くするなど、与野党問わず親交があった。

- 元財務官・榊原英資、元イ・アイ・イ・インターナショナル代表・高橋治則、東京スター銀行前会長・寺澤芳男、野村証券元会長・田淵節也、北海道拓殖銀行元香港支店長・山代元圀、株式会社中川ワイン販売代表・中川一三、株式会社シマブン代表・島田文六らと親交が深い。[要出典]

- かつて所属していた創価学会と敵対関係にある週刊新潮に政治評論家として連載コラム『永田町を斬る』を掲載した[32]。

- 創価学会入会前から日蓮正宗の法華講（宗派に所属する信者の集まりを“講”といい創価学会も“講”の一つ）所属信徒であり、創価学会で　薫陶を受けた人材ではなかった。これにより政治家引退後の自分の創価学会内での処遇が充分なものではないとの不服から反逆行為に　及んだ——というのが多くの見方であった。

## 著書
- 『二重権力・闇の流れ』文藝春秋、1994年9月1日。ISBN 978-4163492100。
- 『黒い手帖―創価学会「日本占領計画」の全記録』講談社、2009年2月27日。ISBN 978-4062152723。
- 『「黒い手帖」裁判全記録』講談社、2009年7月1日。ISBN 978-4062156370。
- 『乱脈経理―創価学会VS.国税庁の暗闘ドキュメント』講談社、2011年10月21日。ISBN 978-4062172318。